# Ираклио (областна единица)
Вижте пояснителната страница за други значения на Ираклио.
Ираклио е ном в Гърция, част от остров Крит.
Граничи с номите Ласити на изток и Ретимно на запад и с Критско море на север.
Населението му е 302 846 жители (2005 г.), а площта – 2641 km². Административен център на нома е едноименният град Ираклио, който е и главният град на Крит.